# Antidote (песня Трэвиса Скотта)
«Antidote» — песня американского рэпера Трэвиса Скотта. Она была выпущена 28 июля 2015 года как второй сингл с дебютного студийного альбома Rodeo (2015). Песня была спродюсирована WondaGurl и Eestbound. Она достигла 16 номера в Billboard Hot 100 и была сертифицирована платиновой RIAA.

## История
Песня впервые прозвучала, когда Трэвис Скотт исполнил её вживую на JMBLYA. Позже он выпустил её 21 июня 2015 года. «Antidote» изначально не предназначался для Rodeo, что было подтверждено Скоттом на SoundCloud 23 июня 2015 года: «Это для настоящих фанатов, настоящих яростников! Её нет на Rodeo». Однако из-за популярности песни Трэвис включил её в свой дебютный альбом. 29 июля 2015 года «Antidote» был выпущен в цифровом формате как второй сингл с релиза. Песня сэмплирует «All I Need» от Lee Fields и The Expressions.

## Музыкальное видео
3 сентября 2015 года был выпущен трейлер к клипу на «Antidote». Само видео вышло 18 сентября.

## Живые выступления
23 сентября 2015 года Трэвис Скотт исполнил песню на шоу Джимми Киммел в прямом эфире. 17 ноября 2015 года рэпер появился на Late Night with Seth Meyers, где исполнил «Antidote» и «Pray 4 Love».

## Чарты

### Недельные чарты
| Чарт (2015—2016)                           | Высшая позиция |
| ------------------------------------------ | -------------- |
| Бельгия/Фландрия (Ultratip Bubbling Under) | 75             |
| Канада (Canadian Hot 100)                  | 38             |
| Франция (SNEP)                             | 120            |
| США (Billboard Hot 100)                    | 16             |
| США (Billboard Hot R&B/Hip-Hop Songs)      | 7              |
| США (Billboard Pop Airplay)                | 25             |
| США (Billboard Rhythmic)                   | 1              |

### Годовой итоговый чарт
| Чарт (2016)                           | Позиция |
| ------------------------------------- | ------- |
| США Billboard Hot 100                 | 75      |
| США Hot R&B/Hip-Hop Songs (Billboard) | 27      |
| США Rhythmic (Billboard)              | 16      |

## Сертификации
| Регион                                                                      | Сертификация  | Продажи   |
| --------------------------------------------------------------------------- | ------------- | --------- |
| Австралия (ARIA)                                                            | Золотой       | 35 000    |
| Бразилия (ABPD)                                                             | Платиновый    | 60 000    |
| Канада (Music Canada)                                                       | 2× Платиновый | 160 000   |
| Дания (IFPI Danmark)                                                        | Золотой       | 45 000    |
| Великобритания (BPI)                                                        | Золотой       | 400 000   |
| США (RIAA)                                                                  | 4× Платиновый | 4 000 000 |
| Данные о продажах + прослушиваниях приведены только на основе сертификации. |               |           |